# Pivovar Švabín
Pivovar Švabín je komplex budov bývalého parostrojního pivovaru a sladovny u obce Zbiroh, v Plzeňském kraji, okresu Rokycany.

## Historie
První zmínky o tomto vrchnostenském pivovaru pochází z roku 1397, kdy tehdy ještě samostatný Švabín získal právo na vaření piva. Tím se řadí mezi nejstarší pivovary Zbirožska, z důvodu častých plenění nepřátelskými vojsky ale základ současného pivovaru pochází až z doby pozdější, roku 1567, kdy byl objekt znovuobnoven. Jako jiné stavby, i Švabín reprezentoval svoji dobu a dodnes tak můžeme v areálu pivovaru pozorovat jednotlivé fáze a změny pivovarské výroby, která se měnila od renesance, přes baroko, až do ukončení provozu.
Ač je obvodové zdivo objektu starší než barokní, současná podoba pivovaru má tvář právě barokní - štíty, hlavní i obloukové římsy, profilace nároží. Z doby baroka pak pocházejí i stáje a spojovací průjezd, pravděpodobně jedny z výsledků rekonstrukce, kterou na švabínském pivovaru prováděl rod Lobkoviců, tehdejší majitel objektu. Po rekonstrukci měl pivovar produkovat 3800 hl piva ročně.
Další z významnějších přestaveb inicioval Henry Strousberg v 19. století, který panství zakoupil, a stopy inovací po něm můžeme nalézt i na blízkém zbirožském zámku. V době jeho působení dosahoval výnos pivovaru svého historického maxima, 17 000 hl.
Po Strousbergově bankrotu odkoupil panství rod Colloredo-Mansfeldů, který nechal postupně přestavět varnu na parostrojní pohon a dal ji vybavit měděnými nádobami. Díky němu jsou také pod budovami sklepy a nad nimi dvoulískový hvozd.

## 20. století
Na počátku 20. století proběhla v areálu pivovaru výstavba nového hvozdu, hostince a úprava stávajících varen, ve třicátých letech se ale stavební práce omezily pouze na úpravu bytů na zaměstnanecké a na vybudování pomocné rampy a výtahu ze sklepů. Během druhé světové války byl pivovar mimo provoz a hned po ní přešel pod národní podnik Západočeské pivovary. Jeho provoz byl definitivně ukončen sedm let po konci války, 2. listopadu 1952.
Po roce 1989 se objevily plány vybudovat z objektu ubytovací rekreační wellness centrum s minipivovarem a restaurací, avšak ze záměru sešlo ještě před dokončením samotné rekonstrukce.
V současné době je snaha chátrající objekt zapsat jako kulturní památku.

## 21. století
V roce 2022 začala rekonstrukce budovy pivovaru.
Od roku 2023 se pod značkou Švabin prodává pivo 6 druhů: Czech Premium Pale Lager, Double IPA, Kyseláč, Ležák, New England IPA, Světlé výčepní

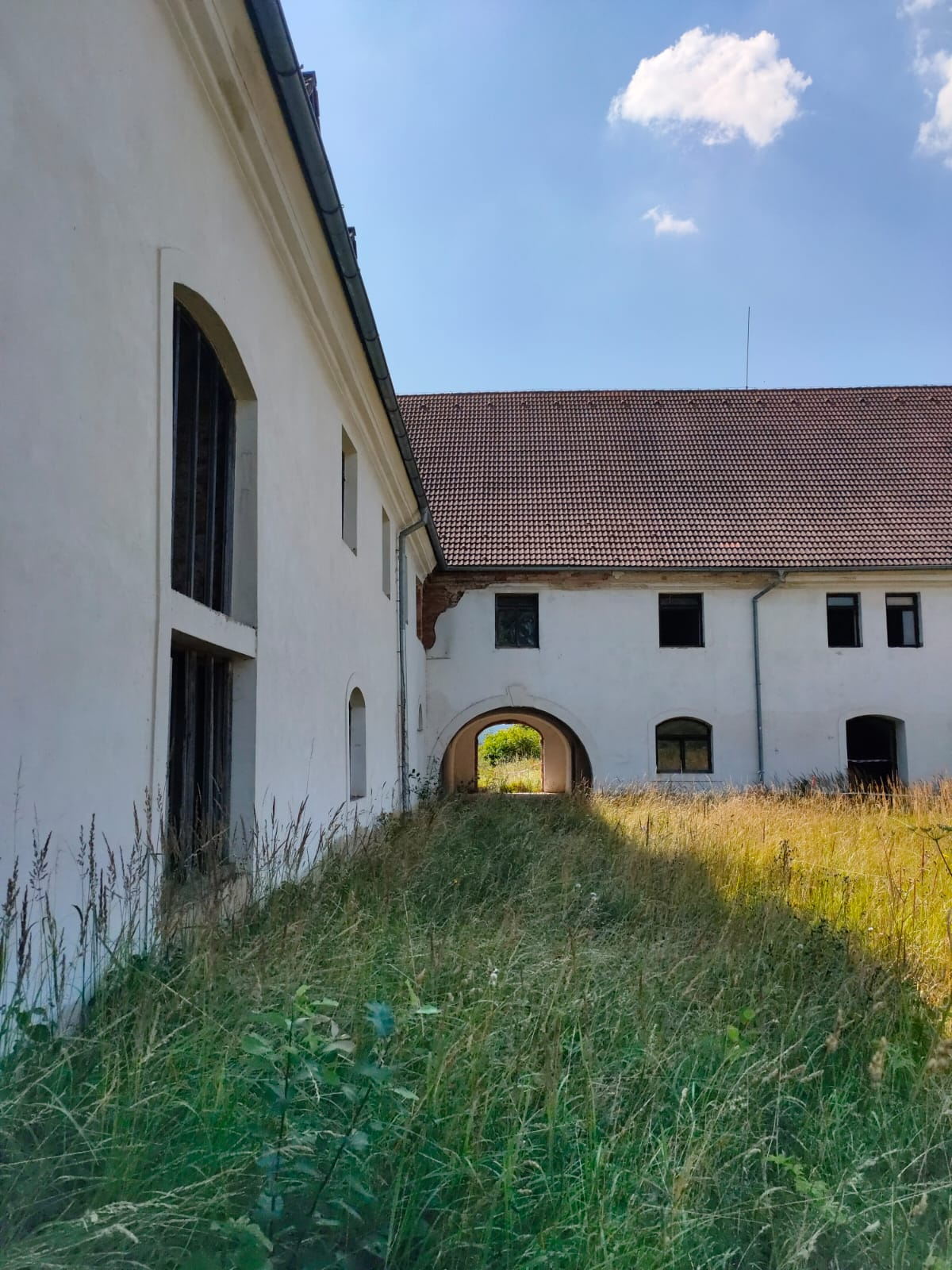
Dvůr pivovaru v srpnu 2020
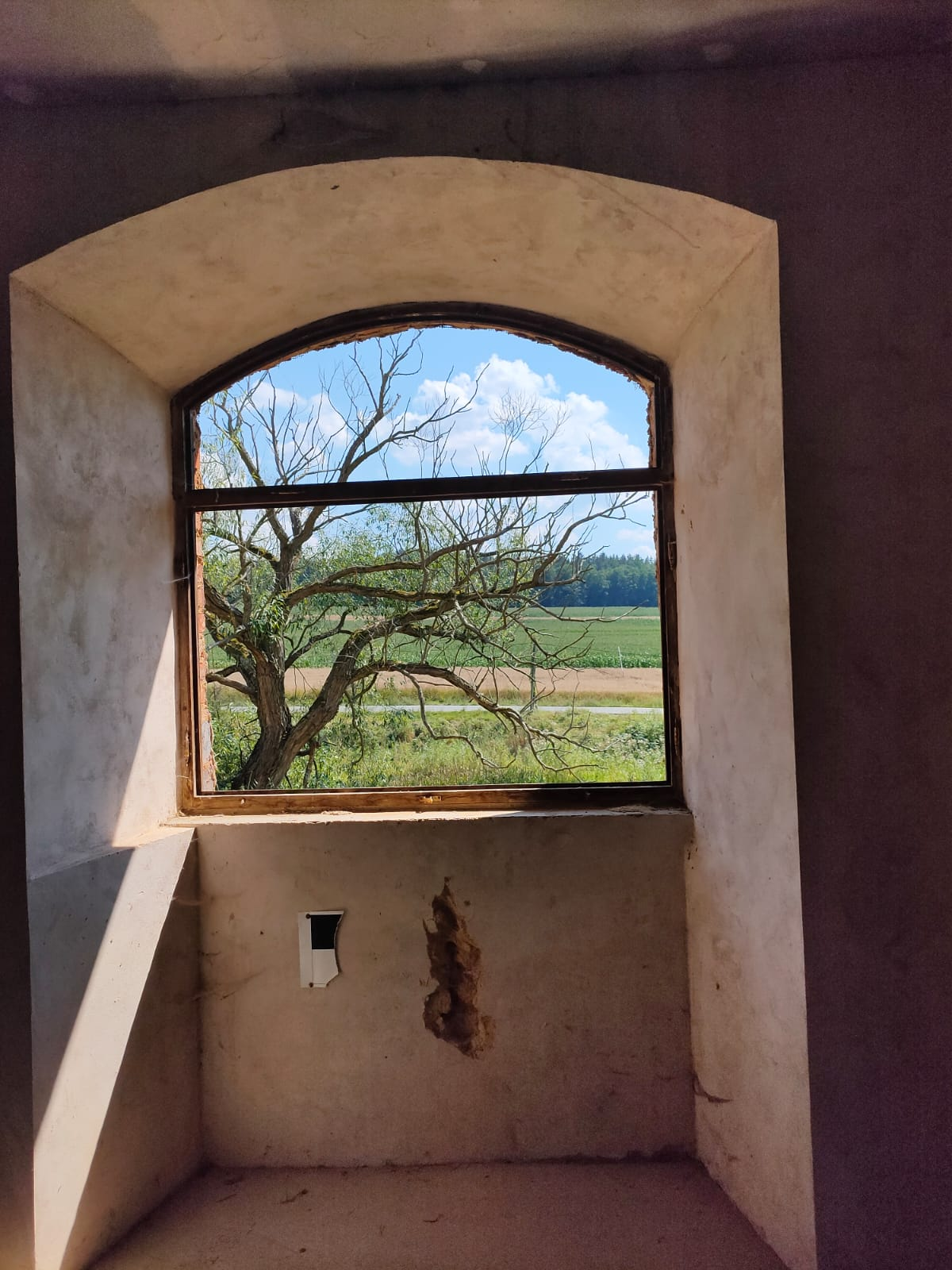
Vnitřek pivovaru v srpnu 2020
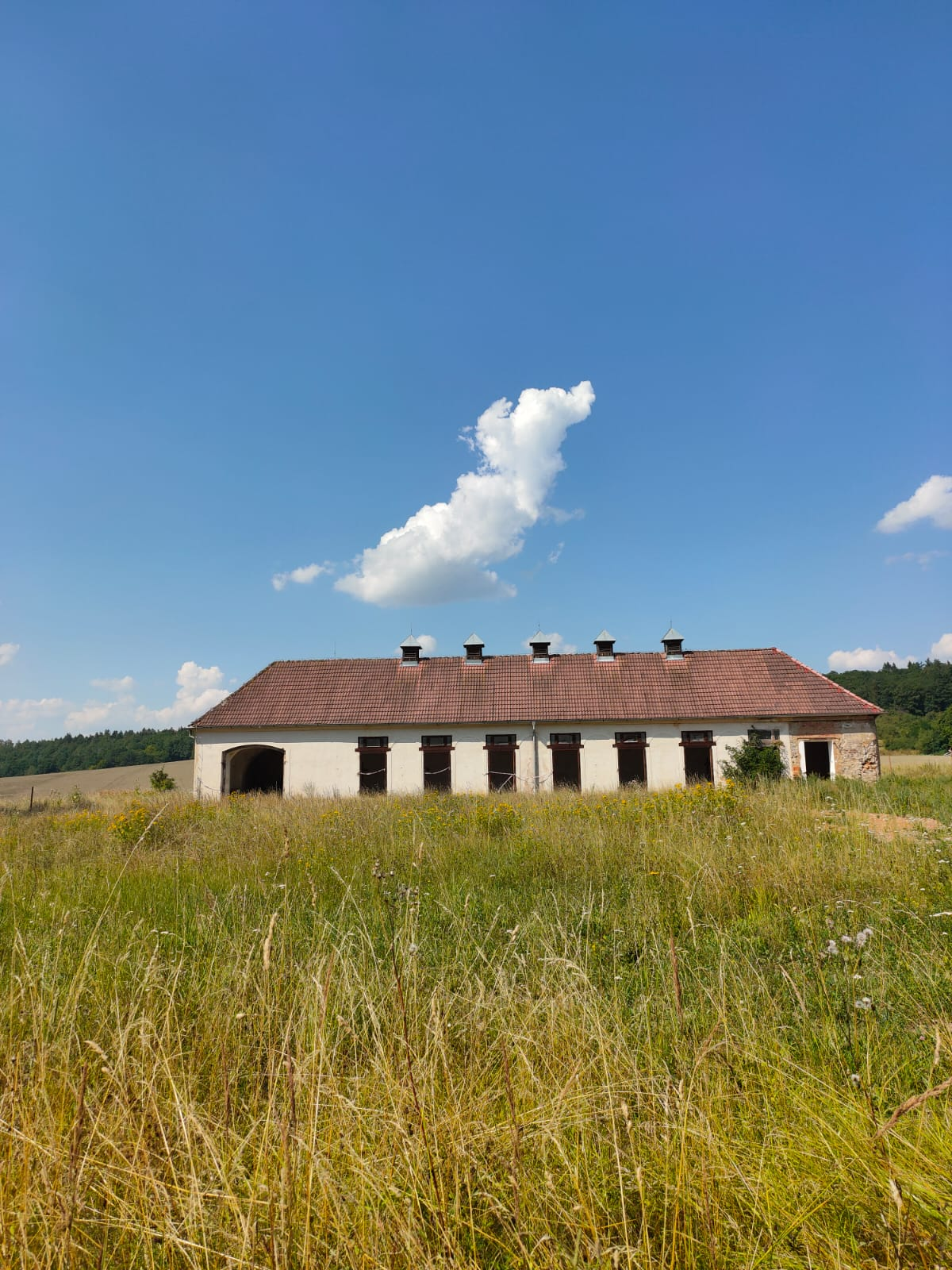
Stáje v srpnu 2020
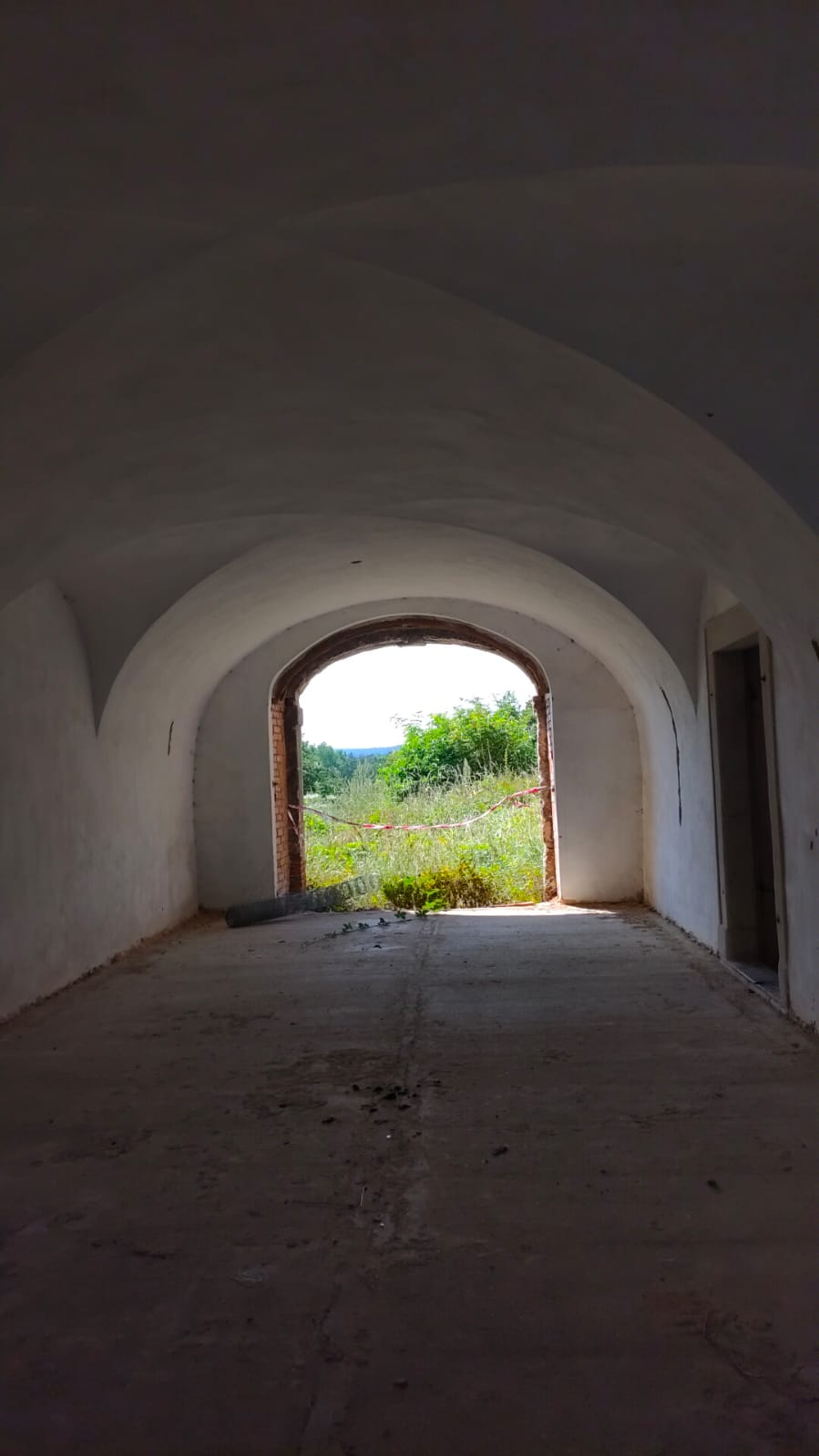
Průjezd v srpnu 2020
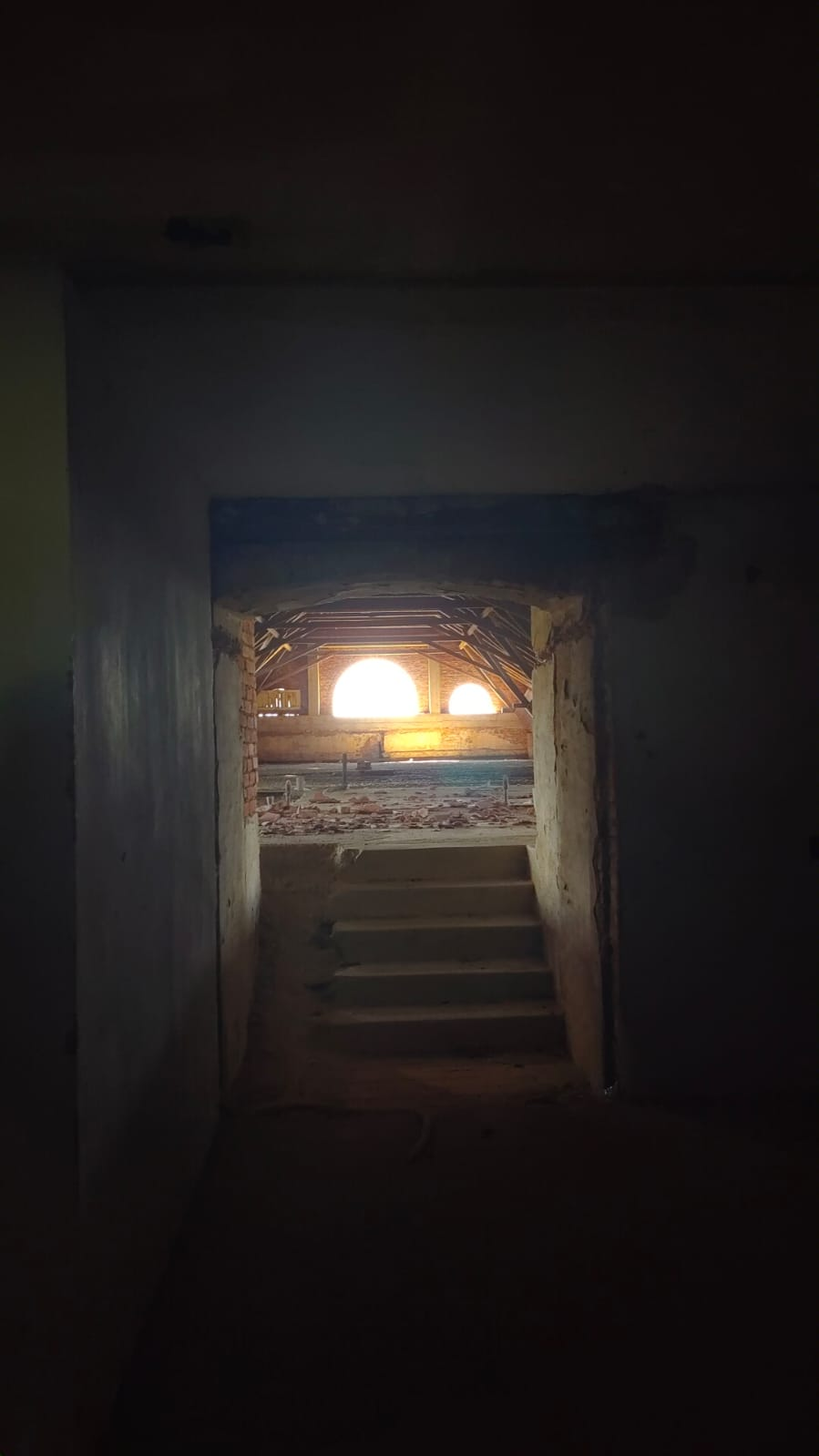
Vstup k varně v srpnu 2020